# I giorni dell'arcobaleno
"I giorni dell'arcobaleno" (tradução portuguesa: "Os dias do Arco-íris) foi a canção que representou a Itália no Festival Eurovisão da Canção 1972, interpretada em italiano por Nicola di Bari. Foi a 12.ª canção a ser interpretada na noite do evento (a seguir à canção austríaca "Falter im Wind", interpretada pela banda Milestones e antes da canção jugoslava "Muzika i ti", interpretada por Tereza Kesovija). No final, a canção italiana terminou em sexto lugar, recebendo um total de 92 pontos.

## Autores
- Letrista: Dalmazio Masini
- Compositor: Piero Pintucci, Nicola Di Bari
- Orquestrador: Gianfranco Reverberi

## Letra
A canção é uma balada nostálgica, com Di Bari cantando a uma mullher sobre a sua infância e o modo ela como se transformou numa mulher.